# ریچارد وود (بازیکن فوتبال)
ریچارد وود (انگلیسی: Richard Wood؛ زادهٔ ۵ ژوئیهٔ ۱۹۸۵) بازیکن فوتبال اهل بریتانیا است.
از باشگاه‌هایی که در آن بازی کرده‌است می‌توان به باشگاه فوتبال چارلتون اتلتیک، باشگاه فوتبال چسترفیلد، باشگاه فوتبال روترهام یونایتد، باشگاه فوتبال کاونتری سیتی، باشگاه فوتبال کراولی تاون، باشگاه فوتبال شفیلد ونزدی، و باشگاه فوتبال فلیتوود اشاره کرد.